# Orsima ichneumon
Orsima ichneumon är en spindelart som först beskrevs av Simon 1901.  Orsima ichneumon ingår i släktet Orsima och familjen hoppspindlar. Inga underarter finns listade i Catalogue of Life.